# Kerkrade
Kerkrade – miasto w prowincji Limburgia w południowej Holandii.